# Новое Село (Можайский район)
Новое Село — деревня в Можайском районе Московской области в составе сельского поселения Бородинское. Численность постоянного населения по Всероссийской переписи 2010 года — 20 человек. До 2006 года Новое Село входило в состав Бородинского сельского округа.
Деревня расположена в западной части района, примерно в 11 км к северо-западу от Можайска, на левом берегу реки Колочь, высота центра над уровнем моря 187 м. Ближайшие населённые пункты — Горки на юге, Беззубово и Логиново на западе.